# Kvarnadammen, Halland
Kvarnadammen är en sjö i Kungsbacka kommun i Halland och ingår i Kungsbackaån-Göta älvs kustområde. Kvarnadammen ligger i Sandsjöbacka Natura 2000-område. Sjön är 1,4 meter djup, har en yta på 0,02 kvadratkilometer och är belägen 40 meter över havet.